# Кох, Людвиг Карл Кристиан
Лю́двиг Карл Кри́стиан Кох (нем. Ludwig Carl Christian Koch) — немецкий энтомолог и арахнолог.
Людвиг Карл Кристиан Кох был сыном знаменитого арахнолога Карла Людвига Коха (1778—1857). Он изучал юриспруденцию в университете Эрлангена, пока не перешёл в 1847 году к изучению медицины и естественных наук. В том же году он присоединился к зоологическо-минералогическому союзу в Регенсбурге. В 1851 году он получил учёную степень кандидата наук, с 1853 года он работал врачом в Нюрнбергском районе Вёрд.
Людвиг Кох считается одним из 4-х самых значительных специалистов по насекомым и паукам второй половины XIX века. Наряду с местными видами он описал также паукообразных Средиземноморья, Азии (Сибирь, Япония) и Австралии. Эта работа принесла ему мировую славу. Позднее Кох занимался преимущественно моллюсками.

## Труды
- Die Myriapodengattung Lithobius. J. L. Lotzbeck, Nürnberg 1862
- Die Arachniden-Familie der Drassiden. J. L. Lotzbeck, Nürnberg 1866
- Uebersichtliche Darstellung der europäischen Chernetiden (Pseudoscorpione). Bauer & Raspe, Nürnberg 1873
- Aegyptische und Abyssinische Arachniden gesammelt von Herrn C. Jickeli. Bauer & Raspe, Nürnberg 1875
- Verzeichniss der in Tirol bis jetzt beobachteten Arachniden nebst Beschreibungen einiger neuen oder weniger bekannten Arten. 1876
- Japanesische Arachniden und Myriapoden. Mit 2 Tafeln (Vorgelegt in der Versammlung am 3. October 1877.) In: Verhandlungen der der k.-k. zoologisch-botanischen Gesellschaft in Wien, Jahrgang 1877, Band 27, W. Braumüller, Wien 1878, Seite 735—798 & Tafeln XV u. XVI.
- Arachniden aus Sibirien und Novaja Semlja eingesammelt von der Schwedischen Expedition im Jahre 1875. P.A. Norstedt & Söner, Stockholm 1879
- Die Arachniden Australiens (1871—1883) окончена Кайзерлингом.